# Спорогенез

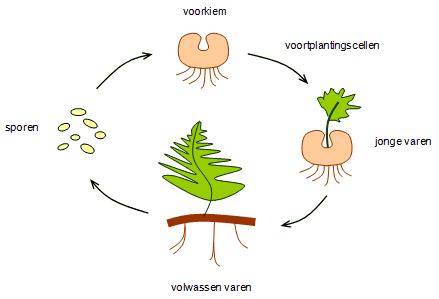

Спорогенез, або Спороутворення — це вид безстатевого розмноження, при якому на материнському організмі утворюються спеціалізовані клітини — спори, які проростають в новій особі. При цьому забезпечується швидке збільшення чисельності організмів. У водоростей і грибів спори можуть утворюватися з будь-якої клітини організму шляхом мітозу, а у вищих спорових — з диплоїдних клітин в спеціалізованих органах (спорангіях) шляхом мейозу. В тваринному світі спорогонія з утворенням спорозоїтів відбувається у представників класу споровиків (малярійний плазмодій).